# 7. Szaturnusz-gála
A 7. Szaturnusz-gála az 1979-es év legjobb filmes és televíziós sci-fi, horror és fantasy alakításait értékelte. A díjátadót 1980. július 26-án tartották Kaliforniában.

## Győztesek és jelöltek
Forrás:

### Film
| Legjobb sci-fi film | Legjobb fantasyfilm |
| --- | --- |
| - A nyolcadik utas: a Halál - A fekete lyuk - Moonraker – Holdkelte - Star Trek: Csillagösvény - Időről időre | - Muppet-show - Elil rózsája - Nick Carter, a szuperdetektív - Utánam a vízözön - Diótörő fantázia |
| Legjobb horrorfilm | Legjobb idegen film |
| - Drakula - A rettegés háza - Szerelem első harapásra - The Mafu Cage - Fantazma | - Nick Carter, a szuperdetektív - A legyőzhetetlen - Üzenet az űrből - Nosferatu: Az éjszaka fantomja - Patrick - Starcrash |
| Legjobb kevesebb, mint 1 millió dollárból készült film | |
| - Planet of Dinosaurs - The Clonus Horror | |
| Legjobb férfi főszereplő | Legjobb női főszereplő |
| - George Hamilton – Szerelem első harapásra (Vladimir Drakula gróf) - Christopher Lee – Elil rózsája (Alquazar) - Frank Langella – Drakula (Drakula gróf) - William Shatner – Star Trek: Csillagösvény (James T. Kirk) - Malcolm McDowell – Időről időre (H. G. Wells)        | - Mary Steenburgen – Időről időre (Amy Robbins) - Sigourney Weaver – A nyolcadik utas: a Halál (Ellen Ripley) - Margot Kidder – A rettegés háza (Kathy Lutz) - Susan Saint James – Szerelem első harapásra (Cindy Sondheim) - Persis Khambatta – Star Trek: Csillagösvény (Ilia)   |
| Legjobb férfi mellékszereplő | Legjobb női mellékszereplő |
| - Arte Johnson – Szerelem első harapásra (Renfield) - Donald Pleasence – Drakula (Dr. Jack Seward) - Richard Kiel – Moonraker – Holdkelte (Jaws) - Leonard Nimoy – Star Trek: Csillagösvény (Spock) - David Warner – Időről időre (John Leslie Stevenson / Hasfelmetsző Jack) | - Veronica Cartwright – A nyolcadik utas: a Halál (Lambert) - Pamela Hensley – Rogers százados a 25. században (Princess Ardala) - Jacquelyn Hyde – The Dark (De Renzy) - Marcy Lafferty – A világvége napja (Beth Williams) - Nichelle Nichols – Star Trek: Csillagösvény (Uhura) |
| Legjobb rendező | Legjobb forgatókönyv |
| - Ridley Scott – A nyolcadik utas: a Halál - John Badham – Drakula - Peter Weir – Utánam a vízözön - Robert Wise – Star Trek: Csillagösvény - Nicholas Meyer – Időről időre                                                                                                   | - Nicholas Meyer – Időről időre - Dan O'Bannon – A nyolcadik utas: a Halál - Gerry Day, Jeb Rosebrook – A fekete lyuk - Robert Kaufman – Szerelem első harapásra - Jack Burns, Jerry Juhl – Muppet-show                                                                            |
| Legjobb filmzene | Legjobb jelmez |
| - Rózsa Miklós – Időről időre - Ken Thorne – Elil rózsája - John Barry – A fekete lyuk - Paul Williams – Muppet-show - Jerry Goldsmith – Star Trek: Csillagösvény | - Jean-Pierre Dorleac – Rogers százados a 25. században - Jean-Pierre Dorleac – Csillagközi romboló (A "Pilot" epizód) - Gisela Storch – Nosferatu: Az éjszaka fantomja - Robert Fletcher – Star Trek: Csillagösvény - Sal Anthony, Yvonne Kubis – Időről időre                    |
| Legjobb smink | Legjobb különleges effektek |
| - William J. Tuttle – Szerelem első harapásra - Pat Hay – A nyolcadik utas: a Halál - Tom Savini – Holtak hajnala - Peter Robb-King – Drakula - Fred Phillips, Janna Phillips, Ve Neill – Star Trek: Csillagösvény                                                            | - John Dykstra, Douglas Trumbull, Richard Yuricich – Star Trek: Csillagösvény - Nick Allder, Brian Johnson – A nyolcadik utas: a Halál - Peter Ellenshaw – A fekete lyuk - John Evans, John Richardson – Moonraker – Holdkelte - Robbie Knott – Muppet-show                        |

### Különdíj
- The George Pal Memorial Award - John Badham
- Hall of Fame - Rocky Horror Picture Show
- Életműdíj - Gene Roddenberry, William Shatner
- A legismertebb nemzetközi előadó - Roger Moore
- Az Akadémiának nyújtott kiemelkedő teljesítmény - Robert V. Michelucci

## Fordítás
- Ez a szócikk részben vagy egészben  a(z)   7th Saturn Awards című angol Wikipédia-szócikk fordításán alapul.  Az eredeti cikk szerkesztőit annak laptörténete sorolja fel. Ez a jelzés csupán a megfogalmazás eredetét és a szerzői jogokat jelzi, nem szolgál a cikkben szereplő információk forrásmegjelöléseként.